# Матюхін Віталій Володимирович
Віталій Володимирович Матюхін нар. 6 січня 1973) — український футболіст, що грав на позиції нападника та півзахисника. Найбільш відомий за виступами в клубі «Металург» із Запоріжжя у вищій українській лізі та за команду «Бобруйськ» у вищій білоруській лізі.

## Кар'єра футболіста
Віталій Матюхін розпочав виступи на футбольних полях у 1992 році в клубі перехідної ліги «Дружба», який з липня став клубом другої ліги, на початку 1993 року перейшов до команди перехідної ліги «Торпедо» з Мелітополя. На початку сезону 1993—1994 років Матюхін перейшов до складу клубу вищої ліги «Металург» із Запоріжжя, проте до основного складу клубу не проходив, і керівництво клубу віддало футболіста в оренду до його колишньої команди «Дружба». На початку сезону 1994—1995 років Матюхін повернувся до «Металурга», проте в основному складі зіграв лише 2 матчі в чемпіонаті, й більше часу грав у оренді в запорізькому клубі другої ліги «Віктор». Улітку 1995 року футболіст перейшов до складу команди вищої білоруської ліги «Бобруйськ», проте після 7 проведених матчів ще в цьому ж році він повернувся до клубу «Віктор», у якому грав до кінця року.
На початку 1996 року Віталій Матюхін став гравцем російського клубу третьої ліги «Колос» із Таганрога. У 1997 році Матюхін перейшов до клубу російської другої ліги «Волгар-Газпром» з Астрахані, у складі якого в наступному році здобув путівку до першої ліги. У складі астраханської команди футболіст грав до 2002 року, а у 2003 році грав у складі російської команди другої ліги «Динамо» зі Ставрополя. На початку 2004 року Матюхін повернувся до «Волгаря-Газпром», який вибув до другої ліги, а сезон 2005 року провів у російській команді другої ліги «Локомотив» (Лиски). Після повернення в Україну в 2006—2007 роках Віталій Матюхін грав у складі команди з пляжного футболу ПФК «Запоріжжя».